# WestJet
WestJet Airlines Ltd. is een Canadese luchtvaartmaatschappij gevestigd in Calgary. WestJet is de op een na grootste luchtvaartmaatschappij van Canada, op Air Canada na. Er zijn 121 bestemmingen, verspreid over de Amerika’s en Europa, Seoel en Tokio. Het bedrijf telt 7.500 werknemers en werd opgericht op 27 juni 1994.

## Vloot
De vloot van WestJet bestaat uit de volgende toestellen (april 2025):
| Type              | In dienst | Orders | Opmerkingen          |
| ----------------- | --------- | ------ | -------------------- |
| Boeing 737-700    | 36        | —      |                      |
| Boeing 737-800    | 46        | 8      |                      |
| Boeing 737 MAX 8  | 46        | 26     |                      |
| Boeing 737 MAX 10 | —         | 46     | Order met 22 opties. |
| Boeing 787-9      | 7         | —      |                      |
| Vrachtvloot       |           |        |                      |
| Boeing 737-800BCF | 3         | —      |                      |
| Totaal            | 138       | 80     |                      |

## Samenwerking KLM
Op 25 september 2011 kondigden WestJet en KLM een codeshare-overeenkomst aan, waardoor vluchten van WestJet geboekt konden worden onder KLM-vluchtnummer. Sinds 6 augustus 2021 is er ook een codeshare-overeenkomst de andere kant op voor Westjet-klanten. De maatschappij vliegt dan twee keer per week met een Boeing 787-9 Dreamliner naar Schiphol, klanten kunnen vervolgens doorvliegen naar 18 Europese steden.

## Kerstcadeaus
Op 11 december 2013 was WestJet in het nieuws omdat het aan 250 passagiers onderweg van Hamilton en Toronto naar Calgary hun gewenste kerstcadeaus uitdeelde. Ze deden dit door de bagage op de bagageband te vervangen door de cadeaus.